# Leaving Metropolis
Leaving Metropolis je kanadský hraný film z roku 2002, který režíroval Brad Fraser podle divadelní hry Poor Super Man. Snímek měl světovou premiéru na filmovém festivalu v Montréalu dne 31. srpna 2002.

## Děj
David je sice slavný malíř, ale momentálně má tvůrčí blok. Rozhodne se změnit životní styl a kvůli získání nové inspirace začne pracovat jako číšník. Jeho spolubydlící Shannon mu poradí místo v malé rodinné restauraci, kterou provozují manželé Matt a Violet. David se nechá najmout a rychle se s párem sblíží. Manželé nevědí o jeho postavení v umělecké komunitě a jsou překvapeni, když zjistí, že je gay. Davidova kamarádka Kryla, která pracuje jako novinářka, ve svém sloupku restauraci vychválí, což vede k navýšení zákazníků. David a Matt se začnou stýkat i mimo restauraci a postupně mezi nimi vznikne milenecký vztah.

## Obsazení
| Troy Ruptash    | David        |
| Vince Corazza   | Matt         |
| Lynda Boyd      | Kryla        |
| Cherilee Taylor | Violet       |
| Thom Allison    | Shannon      |
| Arne MacPherson | bezdomovec   |
| Tom Anniko      | obchodník    |
| Susan Kelso     | dr. Starbell |
| Kirsten Johnson | Sharon       |

## Ocenění
- Filmový festival v Montréalu: nominace na Grand Prix des Amériques